# أنطوان غوميز
أنطوان غوميز (بالبرتغالية: Antoine Gomez‏) مواليد 26 أغسطس 1927، هو دراج فرنسي سابق.

## روابط خارجية
- أنطوان غوميز على موقع أرشيف الدراجات (الإنجليزية)
- أنطوان غوميز على موقع إحصائيات الدراجات الإحترافية (الإنجليزية)